# Lits och Rödöns tingslag
Lits och Rödöns tingslag var ett tingslag i Jämtlands län. Tingslaget omfattade Jämtlands mellersta del och sträckte sig från Östersund och Storsjön i söder och upp mot Ströms vattudal i nordost och gränsar i nordväst till Norge i dagens Krokoms kommun och Östersunds kommun.  År 1930 hade tingslaget en yta av 5 612 km² och 18 852 invånare.
Lits och Rödöns tingslag bildades den 1 september 1912, genom en sammanslagning mellan de tre tidigare tingslagen Rödöns tingslag och Lits tingslag. Tingslaget upphörde 1948 då verksamheten överfördes till Jämtlands norra domsagas tingslag. 
Tingslaget ingick i Jämtlands norra domsaga

## Socknar
Lits och Rödöns tingslag omfattade tio socknar. 
Hörde före 1 september 1912 till Lits tingslag
- Föllinge socken
- Hotagens socken
- Häggenås socken
- Kyrkås socken
- Laxsjö socken
- Lits socken

Hörde före 1 september 1912 till Rödöns tingslag
- Aspås socken
- Näskotts socken
- Rödöns socken
- Ås socken